# Milesia diardi
Milesia diardi är en tvåvingeart som beskrevs av Snellen van Vollenhoven 1863. Milesia diardi ingår i släktet Milesia och familjen blomflugor. Inga underarter finns listade i Catalogue of Life.